# ديفيد شيرمان بوردمان
ديفيد شيرمان بوردمان (بالإنجليزية: David Sherman Boardman)‏ هو محامي وقاضي وسياسي أمريكي، ولد في 8 ديسمبر 1768، وتوفي في 2 ديسمبر 1864. انتخب عضو مجلس نواب كونيتيكت.